# RMS Queen Mary
RMS Queen Mary var et oceanskib, som i perioden 1936 til 1967 sejlede mellem Southampton i England og New York i U.S.A.
Skibet blev bygget til rederiet Cunard White Star Line i 1934 og er navngivet efter den daværende engelske kong Georg 5.'s dronning Mary of Teck.
Størrelsen var og er imponerende: 80.000 BRT, 311 meter lang, 79 meter høj, hvilket gjorde det til det næststørste passagerskib i verden – efter søsterskibet Queen Elisabeth.
Under 2. verdenskrig blev skibet anvendt som troppetransportskib mellem Australien/New Zealand og England med op til 15.000 soldater om bord.
Efter krigen fortsattes den transatlantiske passagertrafik indtil konkurrencen med flytransport stoppede rutetrafikken.
Queen Mary blev oplagt i 1967 i Long Beach, Californien, hvor det fungerer som hotelskib og museum.
Queen Mary 2 er fra 2004 og er en efterfølger til Queen Mary som verdens pt. største, længste og højeste passagerskib nogen sinde.
Det blev brugt både som inspiration, men også som rigtig rekvisit i filmen The Poseidon Adventure (en) Skibet var også kulisse for visse scener til filmen “S.O.S Titanic fra 1979, “Titanic 2” fra 2010 og “Out to Sea” fra 1997 samt flere andre film og TV serier, herunder “Little Britain in America”
- Wikimedia Commons har flere filer relateret til RMS Queen Mary

 Der er for få eller ingen kildehenvisninger i denne artikel, hvilket er et problem. Du kan hjælpe ved at angive troværdige kilder til de påstande, som fremføres i artiklen.

33°45′11″N 118°11′23″V / 33.7531°N 118.1897°V